# Macário César de Alexandria e Sousa
Macário César de Alexandria e Sousa (Salvador, Bahia, 27 de novembro de 1793 — Rio de Janeiro, 28 de maio de 1885) foi um padre e político brasileiro.
Foi deputado à Assembleia Legislativa Provincial de Santa Catarina na 13ª legislatura (1860 — 1861).